# Slaget ved Grand Gulf
Slaget ved Grand Gulf blev udkæmpet den 29. april 1863 under den amerikanske borgerkrig. I Vicksburg kampagnen, som blev ledet af generalmajor Ulysses S. Grant, foretog en flådestyrke under kontreadmiral David Dixon Porter et angreb på konfødererede kanonbatterier ved Grand Gulf ved Mississippi floden nedenfor Vicksburg. Selv om de konfødererede modstod Unionens bombardement og forhindrede infanteri i at foretage landgang mod deres befæstelser, var deres sejr kun et mindre tilbageslag for Grants planer om at krydse Mississippifloden og rykke frem mod Vicksburg. 

## Slaget
Admiral Porter førte syv panserskibe i et angreb på befæstninger og kanonbatterier ved Grand Gulf, med den hensigt at uskadeliggøre kanonerne og derpå sikre området med tropper fra generalmajor John A. McClernands 13. Korps, som var indskybet på de ledsagende transportskibe og pramme. Angrebet med de syv panserskibe begyndte kl. 8 om morgenen og fortsatte til kl. 13.30. Under kampen sejlede panserskibene ind til en afstand af 100 meter fra de konfødererede kanoner og uskadeliggjorde de nedre batterier på Fort Wade. De øvre batterier i Fort Cobun forblev udenfor rækkevidde og fortsatte med at skyde. Unionens panserskibe, hvoraf et, USS Tuscumbia, var blevet sat ud af kampen og transportskibene drev væk. Efter mørkets frembrud beskød panserskibene igen de konfødererede kanoner mens dampskibene og prammene sejlede forbi. Grant lod sine mænd marchere over land over Coffee Point til nedenfor Grand Gulf. Efter at transportskibene havde passeret Grand Gulf gik der tropper om bord ved Disharoons plantage og de blev landsat på den modsatte bred af Mississippi ved Bruinsburg, nedenfor Grand Gulf. Tropperne begyndte straks at marchere over land mod Port Gibson. De konfødererede havde vundet en hul sejr. Nederlaget ved Grand Gulf betød blot en lille ændring i Grants offensiv. 